# Friedrich Adler
Friedrich "Fritz" Adler, avstrijski socialdemokratski politik, * 9. julij 1879, Dunaj, Avstro-Ogrska, † 2. januar 1960, Zürich, Švica. 
Je eden glavnih predstavnikov avstromarksizma. Na ministrskega predsednika grofa Karla Stürgkha je 21. oktobra 1916 izvedel atentat, zato je bil obsojen na smrt, toda bil 1918 pomiloščen. Bil je vodja delavskih svetov, vendar je zavračal boljševizem. Med letoma 1923 in 1940 je bil soorganizator in sekretar tako imenovane 2. internacionale v Zürichu, pozneje v Londonu. Ustvaril je časopis Boj (Der Kampf).